# ボニー・アーノルド
ボニー・アーノルド（Bonnie Arnold）は、アメリカ合衆国の映画プロデューサー。ジョージア州アトランタ出身。
ディズニー・アニメーション・スタジオ、ピクサー・アニメーション・スタジオ、ドリームワークス・アニメーションのCGアニメ映画をプロデュースし、成功を収めている。
2009年にはマイケル・ホフマン監督の『終着駅 トルストイ最後の旅』で実写映画を初めてプロデュースする。

## フィルモグラフィ
- 『ダンス・ウィズ・ウルブズ』 Dances with Wolves (1990) - 製作補佐
- 『アダムス・ファミリー』 The Addams Family (1991) - 製作補佐
- 『トイ・ストーリー』 Toy Story (1995) - 製作
- 『ターザン』 Tarzan (1999) - 製作
- 『森のリトル・ギャング』 Over the Hedge (2006) - 製作
- 『終着駅 トルストイ最後の旅』 The Last Station (2009) - 製作
- 『ヒックとドラゴン』 How to Train Your Dragon (2010) - 製作